# Нижня Бейра

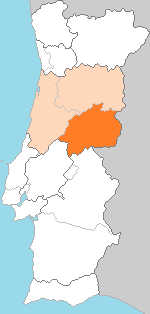
Нижня Бейра

Ни́жня Бе́йра (порт. Beira Baixa, МФА: [ˈbɐj.ɾɐ ˈbaj.ʃɐ]) — у 1832—1976 роках провінція Португалії. Розташовувалася в центрі країни. Адміністративний центр — місто Каштелу-Бранку. Південна частина колишньої провінції Бейра. У 1967 році площа становила 2 900 км², населення — близько 500 тисяч осіб. 

## Назва
- Ни́жня Бе́йра, або Бе́йра Долі́шня (порт. Beira Baixa) — поширена коротка назва.
- Ни́жньо-Бе́йрівська прові́нція (порт. Província da Beira Baixa) — назва в офіційній документації.
- Ни́жньо-Бе́йрівська префекту́ра (порт. Prefeitura da Beira Baixa) — альтернативна назва в документації.
- Бе́йра-Ба́йша — транскрипція португальської назви.

## Муніципалітети
Муніципалітети, що входили до складу Нижньої Бейри в 1936—1979 роках:
Округ Каштелу-Бранку (всі 11) 
1. Белмонте
2. Віла-Веля-де-Родан
3. Віла-де-Рей
4. Іданя-а-Нова
5. Каштелу-Бранку
6. Ковілян
7. Олейруш
8. Пенамакор
9. Пруенса-а-Нова
10. Сертан
11. Фундан

Округ Коїмбра (1 з 17) 
1. Пампільоза-да-Серра

Округ Сантарен (1 з 21) 
1. Масан